# Krasznoarmejszki járás

A Krasznoarmejszki járás a Szaratovi területen

A Krasznoarmejszki járás (oroszul: Красноармейский муниципальный район) Oroszország egyik járása a Szaratovi területen. Székhelye Krasznoarmejszk.

## Népesség
- 1989-ben 23 404 lakosa volt.
- 2002-ben 25 192 lakosa volt.
- 2010-ben 48 739 lakosa volt, melyből 40 158 orosz, 848 kazah, 749 ukrán, 631 tatár, 554 német, 400 azeri, 310 örmény, 296 lezg, 229 fehérorosz, 184 csuvas, 175 csecsen, 160 mordvin, 89 tadzsik, 84 moldáv, 73 üzbég, 71 grúz, 57 mari, 56 koreai stb. Az adatok magukba foglalják a város lakosságát is.